# Sigur Rós
Sigur Rós [ˈsɪːɣʏr ˌrou̯s] (isl.: „Sieg“ und „Rose“, anhörenⓘ) ist eine isländische Rockband, die 1994 in Reykjavík gegründet wurde und zu den bekanntesten Vertretern des Post-Rocks gehört.

## Geschichte
Die Band Sigur Rós wurde 1994 von Jón Þór Birgisson, Georg Hólm und Ágúst Ævar Gunnarsson gegründet. Am Tag der Bandgründung wurde die Schwester von Jonsí geboren, die den Namen Sigurrós trägt und somit zur Namensgeberin für die Band wurde.

### DebütalbumVon
Die Band gab ihr Debüt 1997 mit Von, einem noch relativ düsteren, naturverbundenen Album. Wegen der langen Zeit, die die Gruppe für die Aufnahmen benötigte, kam es zu teilweise gravierenden Unterschieden zwischen ihrer anfänglichen Klangvorstellung und dem Endergebnis. Die Band überlegte zunächst, den Erstling von neuem aufzunehmen, doch stattdessen erschien im Folgejahr ein Remix-Album, Von brigði, auf dem die alten Songs noch einmal neu aufgearbeitet wurden.
Bei dem Albumtitel Von brigði handelt es sich um ein Wortspiel. Einerseits bedeutet Vonbrigði „Enttäuschung“ und steht damit im Gegensatz zum Albumtitel Von (zu deutsch: „Hoffnung“). Andererseits lässt sich Von brigði mit „Variationen von Von“ übersetzen. Viele, vorwiegend aus dem Electronica-Bereich stammende, isländische Künstler wie z. B. Múm oder GusGus steuerten für Von brigði je einen Remix bei. Als Gegenleistung für die Aufnahmekosten ihres Debüts Von erklärten sich Sigur Rós bereit, das Studio neu anzustreichen.
1998 wurde der Keyboarder Kjartan „Kjarri“ Sveinsson in der Band aufgenommen, welcher die Band bereits in den Jahren davor gelegentlich als Live-Musiker unterstützt hatte.

### Ágætis byrjun

Sigur-Rós-Schriftzug auf dem Artwork von Ágætis byrjun

Ein Jahr später erschien der Nachfolger Ágætis byrjun, was übersetzt „ein guter Anfang“ bedeutet. Mit dem Titel spielen Sigur Rós auf die Unkoordiniertheit des Vorgängers an. Dessen düstere Grundstimmung tritt im neuen Album in den Hintergrund, es ist stärker strukturiert und instrumentiert – auch ein Orchester wird einbezogen. So vereint das Album alles von leiseren introspektiven Klängen bis hin zu orchestralen Ausbrüchen, von Zwischenstücken bis symphonischen Überlänge-Songs. Die ersten Exemplare von Ágætis byrjun, die nur in Island veröffentlicht wurden, stellten die vier Musiker selbst zusammen.
1999 stieg der Schlagzeuger Ágúst aus der Band aus, was fast zur Auflösung der Band geführt hätte. Er wurde aber bald von Orri Páll Dýrason ersetzt.
Die englische Plattenfirma FatCat Records entdeckte Ágætis byrjun und veröffentlichte es außerhalb Islands, zunächst 2000 in Großbritannien, danach in Europa und den USA. Durch die guten Kritiken erlangte die Band erstmals internationale Aufmerksamkeit und einen stetig steigenden Bekanntheitsgrad. So spielten Sigur Rós einige Zeit im Vorprogramm der Band Radiohead und tourten auch allein z. B. durch die USA.
Es folgte die Veröffentlichung der EP Ný batterí (2000; zu dt. neue Batterien) und der seltenen EP Rímur, auf welcher sie 2001 mit dem isländischen Poeten Steindór Andersen kollaborierten.
Im Jahr 2000 traten Sigur Rós unangekündigt in dem kleinen Plattenladen japis in Reykjavík unter dem Pseudonym „WHM“ auf. Unter dem Vorwand, nur Coversongs von bekannteren lokalen Bands spielen zu wollen, „coverten“ sie ihre eigenen Stücke; das Konzert war gratis. WHM war ein Kürzel für „we hate music“.
Am 30. August 2000 gaben sie am Nationentag von Island auf der Expo 2000 in Hannover eines ihrer ersten Konzerte in Deutschland. Einen Auftritt in der amerikanischen David Letterman Show lehnten sie 2001 ab, da die Produzenten ihnen nur etwa drei Minuten Spielzeit zur Verfügung stellten, was bei den Ausmaßen ihrer Songs als unmöglich erscheint. Stattdessen traten sie bei der Late Late Show mit Craig Kilborn und bei Last Call mit Carson Daly auf, wo sie mehr Zeit bekamen.
2001 spielten sie zur Eröffnung des Gay Pride in Reykjavík vor 12.000 Zuschauern, der mit bis zu 40.000 Besuchern in den folgenden Jahren zum besucherstärksten Ereignis Islands wurde.

### ( )und das neue Studio
Sigur Rós nahmen das nächste Album in einem ehemaligen Schwimmbad in der ländlichen Gegend Álafoss nahe Reykjavík auf. Das Schwimmbad wurde von der Band aufgekauft, renoviert und zu einem Studio umgewandelt. Diese Arbeiten gestalteten sich sehr aufwendig. Unter anderem musste ein Teil des Daches geöffnet werden, um das Mischpult mit einem Kran in das Studio zu heben. Die Band nutzte ihr Studio, das den Namen sundlaugin (deutsch „Das Schwimmbad“) erhielt, bis 2009.
Das zunächst namenlose Album kam 2002 heraus. Der Gesang auf dem Album vollzieht sich in einer melodischen, nicht-existenten Phantasie-Sprache, die Sigur Rós vonlenska (dt. Hoffnungsländisch) nannten. Sowohl das Album als auch die Titel waren ursprünglich ohne Namen, später gab man den Songs die Namen untitled 1–8, das Album erhielt wegen der Abbildungen auf dem Cover, die Klammern gleichen, den Namen ( ). Der Klang des Albums wurde wieder minimalistischer und ruhiger. Als Ausnahme gilt der 12-minütige Titel Untitled 8, der crescendo verläuft und in einem lauten, dynamischen Ausbruch endet. ( ) gilt als das „geisterhafte“ Album der Band und war trotz seiner „Unzugänglichkeiten“ sehr erfolgreich.
Ebenfalls 2002 erschien der instrumentale Soundtrack Hlemmur, welchen die Band zum gleichnamigen Film, welcher von Obdachlosen am Busbahnhof Hlemmur in Reykjavik handelt, produzierte.
2003 verpflichtete Merce Cunningham die Band, für sein Tanzstück Split Sides die Musik zu komponieren. Außer Sigur Rós waren auch Radiohead beteiligt. Ergebnis war die teilweise sehr experimentelle Musik auf der 2004 erschienenen EP Ba Ba Ti Ki Di Do (Radioheads Beitrag blieb unveröffentlicht). Anfang 2005 schrieben Sigur Rós außerdem ein Stück zur Tanzaufführung des Royal Danish Ballet zu Hans Christian Andersens Little Match Girl.

### Takk...

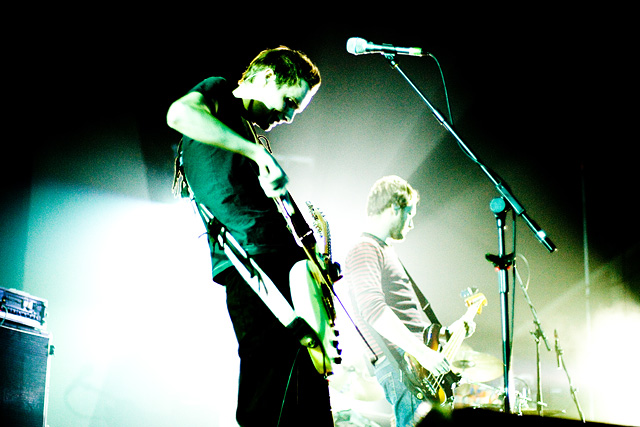
Sigur Rós bei einem Auftritt 2005 in Reykjavík

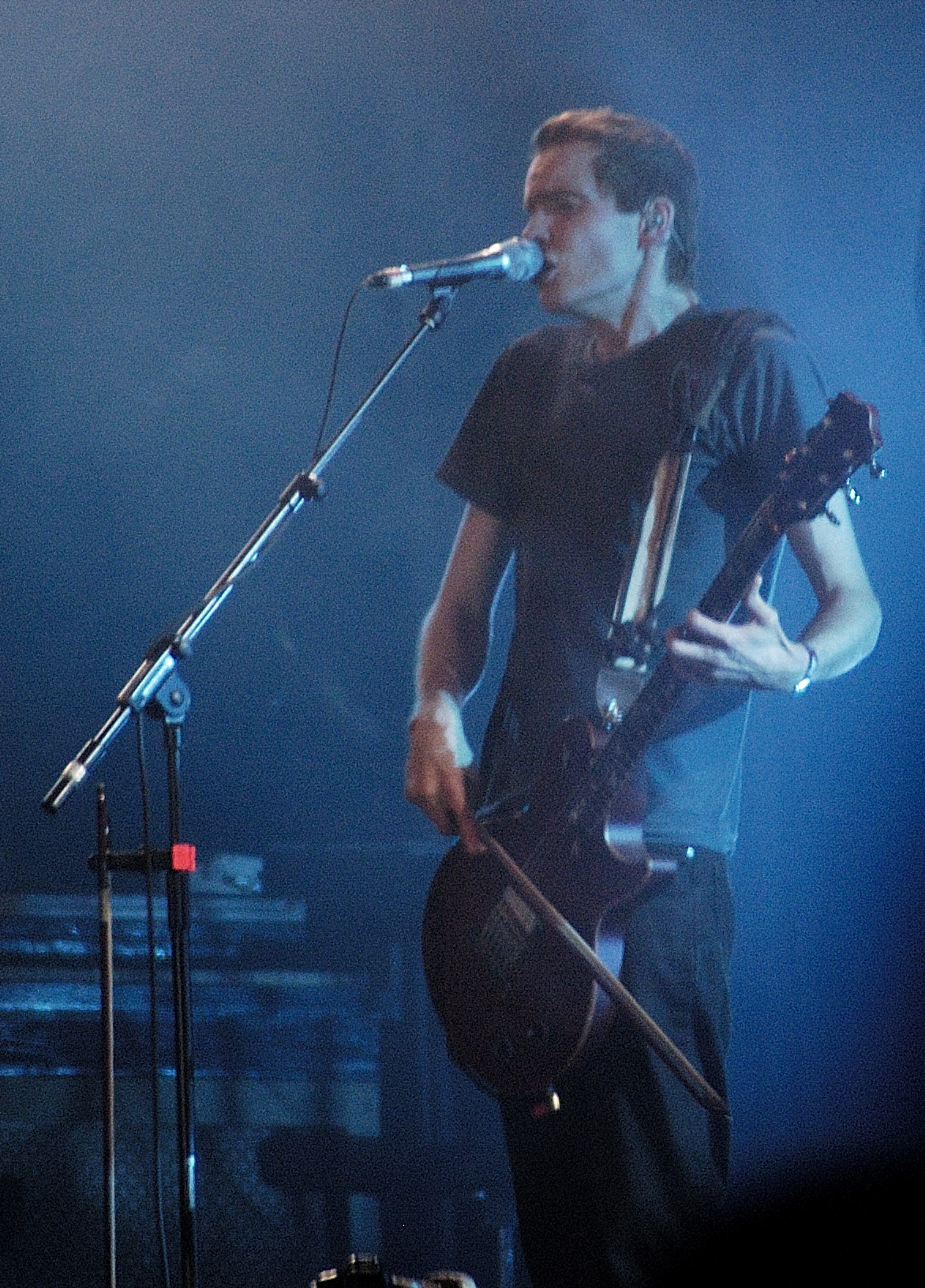
Jón Þór Birgisson 2006

Das am 12. September 2005 erschienene Album hat den Namen Takk... (Isländisch für „Danke“), der gewählt wurde, um den Fans dafür zu danken, dass es der Band mit dem Kauf der vorhergehenden Alben möglich gemacht wurde, von der Musik zu leben. Es ist zunehmend offener, freundlicher und auch eingängiger als seine Vorgänger.
Es folgten die Singles Glósóli und Hoppípolla, bis schließlich am 10. Juli 2006 die EP Sæglópur mit drei neuen Songs (Refur, Ó Fridur und Kafari) erschien.
Ebenfalls im Juli 2006 beendeten Sigur Rós ihre Welttournee, die sie nach Europa, die USA, Kanada, Australien, Neuseeland, Hong Kong und Japan führte. Es folgten Live-Open-Air-Auftritte in Island.
Seit Januar 2007 arbeitete Sigur Rós an einem neuen Album, das noch im selben Jahr veröffentlicht wurde. Dabei handelt es sich um ein Doppelalbum namens Hvarf-Heim (isl. „Verschwinden“/„Hafen“-„Zuhause“). Hvarf beinhaltet Studioaufnahmen von den bisher unveröffentlichten Songs Salka, Hljómalind, Í gær und eine neue Version von den Liedern Von und Hafsól, welche ursprünglich von ihrem Debüt-Album Von stammen. Auf Heim dagegen sind Akustikversionen von Samskeyti, Starálfur, Vaka, Ágætis byrjun, Heysátan und Von zu hören.
Als Single wurde Hljómalind veröffentlicht.
Darüber hinaus veröffentlichten Sigur Rós zeitgleich eine DVD (Heima, isl. für „zuhause“) mit Aufnahmen ihrer vorjährigen Island-Tour und einer Dokumentation Islands. Regisseur Dean DeBlois verband dafür Aufnahmen der Insel mit Auftritten der Band. CD und DVD erschienen in Deutschland am 2. November 2007. Sigur Rós haben seitdem über zwei Millionen Alben weltweit verkauft.

### Með suð í eyrum við spilum endalaust
Ende Mai 2008 wurde auf der Bandhomepage die weltweite Veröffentlichung des Albums Með suð í eyrum við spilum endalaust (dt. „Mit einem Brummen in den Ohren spielen wir endlos [weiter]“) zum 23./24. Juni 2008 angekündigt. Mit All Alright befindet sich erstmals ein englischsprachiges Lied auf einem Album. Es wurde in den Londoner Abbey Road Studios aufgenommen. Am 27. Mai 2008 wurde auf der Homepage das Video Gobbledigook veröffentlicht; etwa zeitgleich stand das vollständige Album dort als kostenlose Streaming-Version zur Verfügung.
Als bisher einzige Single wurde Inní mér syngur vitleysingur veröffentlicht.

### Inni,Valtariund Ausscheiden Kjartans
Im Mai 2009 gab die Band bekannt, dass sie ein neues Album nahezu fertig aufgenommen hat. Die Songs sollten wieder etwas ruhiger und atmosphärischer sein als auf Með suð í eyrum við spilum endalaust oder Takk.... Schlagzeuger Orri hat die Musik als „melodisch, aber weit weniger noisy und mehr out there als frühere Alben“ beschrieben. Das Album sollte dennoch erst 2010 erscheinen.
Im Januar 2010 teilte Georg allerdings mit, dass Sigur Rós 2010 kein Album veröffentlichen werden, da alle Bandmitglieder (v. a. Jónsi) mit eigenen Projekten beschäftigt seien. Laut Jónsi wurden alle Aufnahmen wieder verworfen. Die Bandmitglieder haben ihr Studio und Proberaum verkauft und proben seitdem wieder in der Garage des Schlagzeugers.
Ende November 2011 erschien zunächst das Livealbum Inni.
Das sechste reguläre Studioalbum erschien Ende Mai 2012 und heißt Valtari. Ab dem Sommer 2012 folgte die erste Tournee seit 2008.
Um die Jahreswende 2012/2013 verließ Kjartan die Band, um sich seiner Familie und eigenen Musikprojekten zu widmen.

### Kveikurund weiterer Werdegang
Am 17./18. Juni 2013 erschien das siebte Studioalbum der Band in den Vereinigten Staaten und in Großbritannien. In Deutschland erschien es am 14. Juni 2013. Es ist nach dem Ausscheiden von Kjartan „Kjarri“ Sveinsson ihr erstes Album, das sie als Trio aufnahmen, und trägt den Titel Kveikur (dt. Kerzendocht).
Am 22. März erschien bereits die erste Videoauskopplung aus dem Album mit den Track Brennisteinn (dt. Schwefel). Die zum Album zugehörige Welttournee schloss direkt an die Tour zum vorherigen Album Valtari an. Das Trio wurde von Streichern und Bläsern, sowie von Ólafur Björn „Óbó“ Ólafsson am Klavier und Kjartan Dagur „KD“ Hólm, dem Bruder des Bassisten Georg, unterstützt.
2013 war die Band erst mit einem Cameoauftritt in einer Folge der Zeichentrickserie Simpsons und 2014 mit einer Performance in der Fantasy-Serie Game Of Thrones vertreten. Orri und Georg arbeiteten mit Georgs Bruder Kjartan Hólm und dem isländischen Komponisten Hilmar Örn Hilmarsson für den Soundtrack zum Dokumentarfilm The Show of Shows zusammen, welcher 2015 unter dem Namen Circe – Music Composed for The Show of Shows veröffentlicht wurde.
Ende 2015 kündigte die Band für 2016 erstmals eine Tour an, die nicht zur Promotion eines Albums dienen sollte. Ziel sei es nach eigener Aussage gewesen, neues Material während der Live-Shows zu erproben, bevor diese als Studioversion umgesetzt würden. Für die Tour verzichteten Sigur Rós auf jegliche Begleitmusiker und traten nur als Three-Piece-Band auf. Am 21. Juni 2016 umrundeten Sigur Rós in einem Live-Stream ganz Island entlang der Nationalstraße 1 (Hringvegur), während einzelne Sounds des neuen Song Óveður erklangen. Dieser wurde im Anschluss an den über 24 Stunden dauernden Stream samt Musikvideo (Regie: Jonas Åkerlund) veröffentlicht.
2017 gingen Sigur Rós erneut auf Welttournee, wobei sie, abgesehen von drei Nächten in der Walt Disney Concert Hall, wo sie vom Los Angeles Philharmonic Orchester begleitet wurden, ohne weitere Begleitmusiker auftraten. Zum Ende der Tour veranstaltete die Band das viertägige Festival Norður og Niður, bei welchem neben Sigur Rós viele namhafte Künstler und Bands, darunter GusGus, Mammút, Mogwai, Hilmar Örn Hilmarsson, Sóley und Kevin Shields (My Bloody Valentine) auftraten.
Am 1. Oktober 2018 gab Orri Páll Dýrason auf Facebook sein Ausscheiden bekannt. Als Begründung gab er den Vorwurf der sexuellen Belästigung an, der im September gegen ihn erhoben wurde.
Am 5. Juli 2019 wurde, nachdem bereits einige Jahre zuvor angekündigt, eine Deluxe-Edition vom zweiten Album der Band unter dem Namen Ágætis byrjun – A Good Beginning veröffentlicht. Dieses enthält neben dem eigentlichen Album einen Konzertmitschnitt von 1999, Demo-Aufnahmen und alternative Versionen der Lieder, sowie einige zuvor unveröffentlichte Lieder. Ein ähnliches Re-Release erschien 2022 vom dritten Album der Band.
Im Februar 2022 wurde die Rückkehr von Kjartan Sveinsson bekannt gegeben. Kurz darauf wurde eine Welttournee angekündigt, bei welcher auch neue, zuvor unveröffentlichte, Lieder gespielt wurden. Am 28. April 2022 fand in Mexiko-Stadt das erste Konzert mit Kjartan seit knapp 14 Jahren statt. Als neuer Live-Schlagzeuger fungierte bei der Tour Ólafur Björn „Óbó“ Ólafsson, der bereits von 2012 bis 2013 mit Sigur Rós auf Tour war. Beim finalen Konzert der Tour am 25. November 2022 in der Laugardalshöll in Reykjavik trat die Band auch erstmals wieder mit dem Streichquartett Amiina auf, mit welchen sie zuletzt 2008 live gespielt hatten.

### ÁTTA
Im März 2023 kündigte die Band an, im Sommer desselben Jahres mit Orchester auf Tour zu sein, darunter ein Konzert in der Elbphilharmonie Hamburg am 18. Juni 2023. Zudem könne mit einem neuen Album gerechnet werden. Am 12. Juni 2023 wurde der Song Blóðberg (dt. Sand-Thymian) samt Musikvideo unter Regie von Johan Renck veröffentlicht. Schließlich erschien nach zehn Jahren am 16. Juni 2023 das achte Studioalbum ÁTTA (dt. „Acht“). Unter anderem wurde das Album in den Abbey Road Studios mit dem London Contemporary Orchestra und dem Dirigenten Robert Ames aufgenommen.

## Game of Thrones
In der vierten Staffel der US-amerikanischen Fantasyserie Game of Thrones hat Sigur Rós in der im April 2014 gesendeten zweiten Folge mit dem Originaltitel The Lion and the Rose (deutscher Titel: Der Löwe und die Rose) einen Gastauftritt als Musikanten auf der Hochzeit König Joffrey Baratheons. Dort spielen sie einen kurzen Ausschnitt ihrer veränderten Version des Liedes The Rains of Castamere.
Siehe auch: Weitere Verwendung in Filmen und Serien

## Stil
Mit ihrer sphärisch klingenden, teilweise von melancholischen Melodien geprägten Musik haben Sigur Rós seit über einem Jahrzehnt vor allem in Europa, aber auch in Nordamerika und in Japan beachtliche Erfolge erzielen können. Stilistisch sind sie am ehesten den weit interpretierbaren Bereichen Post-Rock, Shoegazing oder Ambient zuzuordnen. Sie selbst bezeichnen ihren Musikstil als Slo-Mo Rock (Slow-Motion Rock). Live wurden Sigur Rós zwischen 1999 und 2008 vom Streichquartett Amiina begleitet, die auch im Vorprogramm auftraten.

## Bandmitglieder
Jónsi, der Sänger der Band, der seit seiner Geburt auf einem Auge blind ist, singt teilweise isländisch (Ágætis byrjun), teilweise aber auch auf vonlenska (von=Hoffnung, lenska=ländisch), einer selbst erfundenen Sprache, die er früher dazu benutzte, Gesangsmelodien zu komponieren, ohne gleich den gesamten Text schon fertiggestellt haben zu müssen. Sein Falsettgesang und seine spezielle Art, die Gitarre mit einem Cellobogen zu spielen, machen die Musik einzigartig.
Georg, der Bassist, machte eine Ausbildung zum Filmemacher, bevor er zur Band stieß. Er lebte für kurze Zeit in Großbritannien, weswegen sein Englisch auch weniger isländischen Akzent hat als das der anderen. Sein Spitzname ist „White Fang“ („Weißer Reißzahn“ – englischer Originaltitel des Romans Wolfsblut von Jack London), da er die Fähigkeit hat, Forellen mit den Zähnen aus Flüssen zu fangen.
Der Schlagzeuger Orri arbeitet hauptberuflich als Hausmeister. Kjartan, der Keyboarder, hat als einziges Bandmitglied Musik studiert. Er schloss im Mai 2007 seinen Bachelor an der Listaháskóli Íslands (isländische Akademie der Künste) ab. Er ist mit María von Amiina verheiratet. „Wir waren musikalisch vollkommen unbedarfte Amateure, die experimentierten und sich über jeden ungewöhnlichen Klang freuten. (...) So haben wir bewiesen, dass man kein ausgebildeter Musiker sein muss, um interessante Musik zu machen.“ Die Bandmitglieder lehnen es bisher ab, für Werbung oder Politik Musik zu machen.

## Diskografie
Studioalben

| Jahr | Titel                                | Höchstplatzierung, Gesamtwochen, AuszeichnungChartplatzierungen (Jahr, Titel, Platzierungen, Wochen, Auszeichnungen, Anmerkungen) | Höchstplatzierung, Gesamtwochen, AuszeichnungChartplatzierungen (Jahr, Titel, Platzierungen, Wochen, Auszeichnungen, Anmerkungen) | Höchstplatzierung, Gesamtwochen, AuszeichnungChartplatzierungen (Jahr, Titel, Platzierungen, Wochen, Auszeichnungen, Anmerkungen) | Höchstplatzierung, Gesamtwochen, AuszeichnungChartplatzierungen (Jahr, Titel, Platzierungen, Wochen, Auszeichnungen, Anmerkungen) | Höchstplatzierung, Gesamtwochen, AuszeichnungChartplatzierungen (Jahr, Titel, Platzierungen, Wochen, Auszeichnungen, Anmerkungen) | Anmerkungen                                                                                       |
| Jahr | Titel                                | DE | AT | CH | UK | US | Anmerkungen                                                                                       |
| ---- | ------------------------------------ | --- | --- | --- | --- | --- | ------------------------------------------------------------------------------------------------- |
| 1997 | Von                                  | — | — | — | — | — | Erstveröffentlichung: 1997                                                                        |
| 1999 | Ágætis byrjun                        | DE59 (2 Wo.)DE | — | CH80 (1 Wo.)CH | UK52 Gold · (2 Wo.)UK | — | Erstveröffentlichung: 1999 Neuauflage: 5. Juli 2019; Charteintritt DE+CH 2019 Verkäufe: + 400.000 |
| 2002 | ( )                                  | DE33 (3 Wo.)DE | AT53 (2 Wo.)AT | CH86 (2 Wo.)CH | UK49 Gold · (2 Wo.)UK | US51 (4 Wo.)US | Erstveröffentlichung: 28. Oktober 2002 Verkäufe: + 400.000                                        |
| 2005 | Takk...                              | DE27 (5 Wo.)DE | AT35 (3 Wo.)AT | CH31 (4 Wo.)CH | UK16 Platin · (15 Wo.)UK | US27 (5 Wo.)US | Erstveröffentlichung: 12. September 2005 Verkäufe: + 355.000                                      |
| 2008 | Með suð í eyrum við spilum endalaust | DE26 (6 Wo.)DE | AT23 (6 Wo.)AT | CH8 (6 Wo.)CH | UK5 Gold · (7 Wo.)UK | US15 (11 Wo.)US | Erstveröffentlichung: 20. Juni 2008 Verkäufe: + 115.000                                           |
| 2012 | Valtari                              | DE23 (2 Wo.)DE | AT39 (1 Wo.)AT | CH15 (4 Wo.)CH | UK8 (3 Wo.)UK | US7 (4 Wo.)US | Erstveröffentlichung: 23. Mai 2012                                                                |
| 2013 | Kveikur                              | DE19 (3 Wo.)DE | AT16 (2 Wo.)AT | CH10 (5 Wo.)CH | UK9 (3 Wo.)UK | US14 (4 Wo.)US | Erstveröffentlichung: 14. Juni 2013                                                               |
| 2023 | Átta                                 | DE5 (1 Wo.)DE | AT41 (1 Wo.)AT | CH7 (1 Wo.)CH | UK30 (1 Wo.)UK | — | Erstveröffentlichung: 16. Juni 2023                                                               |

## Auszeichnungen
- 2001: Shortlist Music Prize für Ágætis byrjun
- 2002: Bestes Video bei den Icelandic Music Awards für Viðrar vel til loftárása
- 2003: Bestes Internationales Video bei den MTV Europe Music Awards für Untitled 1 (a.k.a. Vaka) von ( ) (Regie: Floria Sigismondi)
- 2003: Audio/Visual Award beim New York Underground Film Festival für () (Regie: Floria Sigismondi)